# اگونسیلو، لا ریوجا
اگونسیلو، لا ریوجا (به اسپانیایی: Agoncillo, La Rioja) یک شهرستان در اسپانیا است که در لاریوخا واقع شده‌است.

## خصوصیات
اگونسیلو ۳۴٫۷۳ کیلومترمربع مساحت و ۱٬۱۰۲ نفر جمعیت دارد و ۳۴۶ متر بالاتر از سطح دریا واقع شده‌است.